# Adolpho Bloch

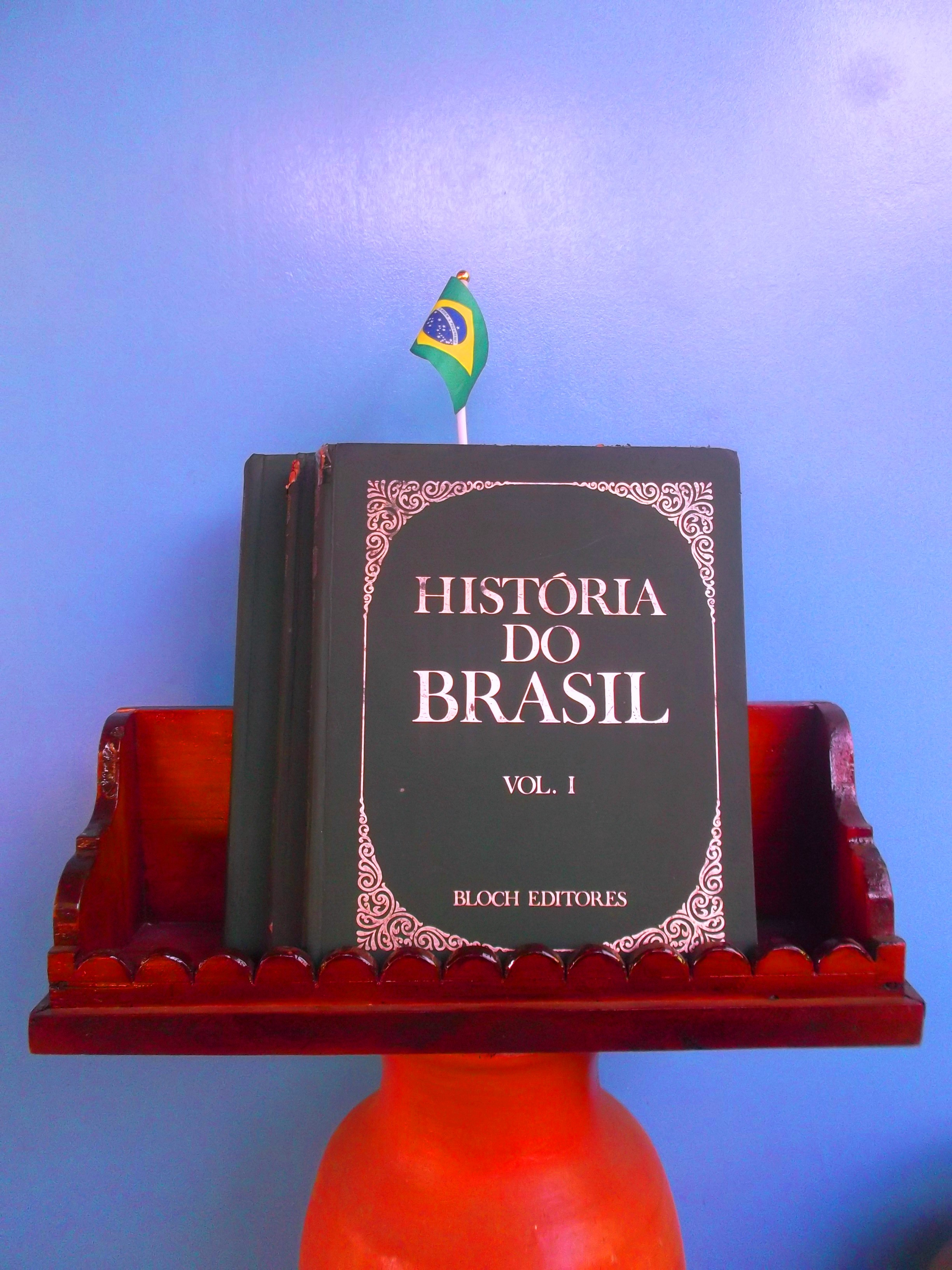
Colección Historia de Brasil (Bloch Editores), editada por Adolpho Bloch en 1972.

Adolpho Bloch GCIH, nacido como Avram Yossievitch Bloch (Аврам Йоссійович Блох en ucraniano) (Аврам Йосиевич Блох en ruso) (Zhitómir, Imperio ruso; 8 de octubre de 1908 - São Paulo, Brasil; 19 de noviembre de 1995) fue uno de los más importantes hombres de negocios la prensa y la televisión brasileña. Fundador del grupo de medios que lleva su apellido, fue el creador de la revista semanal Manchete en 1952, y fundó en 1983 a la Rede Manchete, hoy extinta.
Fue primo del escritor Pedro Bloch.

## La vida del editor, gráfico y empresario
El hecho de que la familia Bloch fuera de origen judío hizo que se involucraran en muchos problemas en 1917, en el momento de la Revolución Rusa. Uno de esos problemas fue la hambruna, por lo que Adolpho Bloch, junto con diecisiete parientes, abandonó su ciudad natal de Zhytómyr para vivir en Kiev. En 1921, dejó Ucrania permanentemente, llegando a los 9 meses a Nápoles, Italia. Recién en 1922, los Bloch llegarían a Río de Janeiro.[cita requerida]
La familia Bloch llegó a la entonces capital federal con solo un pequeño mortero utilizado para exprimir especias. Y fue porque llegó a Brasil solo con el pilón, que explicaba el título de su biografía El mortero, lanzada en la década de 1980.
Los Bloch invirtieron la pequeña economía en la misma rama con la que trabajaban cuando vivían en su Ucrania natal: el gráfico. Ya en 1923, compraron una pequeña impresora manual y comenzaron a enrollar hojas enumeradas para el ahora ilegal jogo do bicho. Esta fue la primera tipografía en la vida de Adolpho Bloch.
Durante la década de 1940, Adolpho trabajó en la editorial Rio Gráfica, de Roberto Marinho. En la misma década, Seu Adolpho era amigo de artistas y políticos, además de ser un visitante frecuente de la zona bohemia de Río de Janeiro. Allí estaba el Grêmio Recreativo Familiar Kananga do Japão,  donde fue a las ruedas de la gafieira. Este lugar podría inspirar la telenovela Kananga do Japão, de la Rede Manchete, en 1989, de la que Adolpho fue el cerebro.
El 26 de abril de 1952 , Adolpho Bloch publicó el primer número de la revista Manchete, la publicación de un semanario de ámbito nacional. A partir de entonces, fue el comienzo de la construcción de uno de los imperios mediáticos más grandes de América Latina.
Desde su fundación hasta mediados de la década de 1970, Bloch Editores tenía su sede en la calle Frei Caneca, en el centro de Río de Janeiro. Luego, su sede se trasladó a Rua do Russel, en el barrio de Glória (Zona Sur carioca). Bloch Editores también publicaba libros y revistas de los más variados segmentos.
Además de la revista (que se convirtió en la más leída en Brasil, ganando proyección mundial), otro logro de Seu Adolpho fue la amistad con el expresidente Juscelino Kubitschek. Adolpho Bloch era, para JK, un amigo muy cercano. Cuando el expresidente falleció en 1976, Adolpho casi obligó a velar el cuerpo en el vestíbulo de su editorial en Glória. 19 años después, fue el turno de Bloch de ser velado en el mismo lugar.
Al contrario de lo que muchos imaginan, la comunicación electrónica nunca despertó el interés del empresario y periodista. Pero en 1980, a manos de él y su sobrino Pedro Jack Kapeller, fueron lanzadas la Rede Manchete de Rádio FM, con 5 emisoras en Brasil y la Rádio Manchete AM en Río de Janeiro.
A principios de la década de 1980, Adolpho Bloch asignó un grupo de directores y empleados de Bloch Editores para supervisar el proyecto de televisión Rede Manchete. Cuando regresó de su viaje a Estados Unidos en 1981, encontró el proyecto de televisión con mucha anticipación, pero apenas se dio cuenta de nada. El 19 de agosto, de 1981, los hermanos Oscar y Adolpho Bloch y el ex brazo derecho Pedro Jack Kapeller dieron las gracias al Gobierno de Brasil por haber dado las cuatro concesiones que eran de la Rede Tupi y prometieron hacer una televisión de alta calidad. Y además: invertir en una red de televisión no estaba entre sus prioridades, porque según el propio Adolpho, quería seguir invirtiendo en la editorial y realizar el proyecto de fabricación de latas de aluminio. Era reacio consigo mismo y le costó la idea de tener su estación de televisión. Pero cuando se unió, y siguiendo su temperamento, fue de verdad. El 5 de junio de 1983, después de varios aplazamientos, la Rede Manchete finalmente era inaugurada.
Ese mismo año, Adolpho compró Rádio Clube do Pará, que permaneció en sus manos hasta 1992.
El 26 de noviembre de 1987 fue galardonado con la Gran Cruz de la Orden del Infante Don Enrique de Portugal.
A principios de noviembre de 1995, Adolpho Bloch ingresó en el hospital de la Beneficência Portuguesa de São Paulo para tratar dos problemas: la embolia pulmonar y la disfunción de la prótesis de la válvula mitral del corazón. Al amanecer del 18 al 19, su condición empeoró y tuvo que ser operado, pero no pudo resistir. Seu Adolpho murió el 19 de noviembre de 1995 a los 87 años sin haber tenido hijos. Solo dejó a su esposa, Anna Bentes, con quien había vivido desde 1980, teniendo su matrimonio oficial recién en 1992. Como resultado, las compañías de su grupo quedaron bajo el control del sobrino de Bloch, Pedro Jack Kapeller (conocido como Jaquito), quien estuvo a cargo de ellos hasta el año 2000, cuando el Conglomerado Bloch se declaró en quiebra.
En 1998 se inaugura una escuela técnica con su nombre, ubicada en el barrio de São Cristóvão, en Río de Janeiro. La Escuela Técnica Estadual Adolpho Bloch es la única escuela de comunicación en América Latina.

## En la cultura popular
- Adolpho Bloch fue interpretado por Sérgio Viotti en la miniserie JK.